# L.A. Rats
L.A. Rats — американський хеві-метал супергурт, створений в 2021 році.

## Історія
Гурт був створений на початку 2021 року на запрошення керівника звукозаписної компанії, Скотта Борчетти (Scott Borchetta), який відповідав за саундтрек до майбутнього бойовика Netflix, «Льодовий дрифт».
До складу супергурту входять фронтмен Роберт Бартлі Каммінгс (відомий як Rob Zombie), нинішній гітарист гурту Mötley Crüe, Джон Вільям Лоурі (відомий як John 5), басист гурту Mötley Crüe, Ніккі Сікс і барабанщик гуртів Ted Nugent та Black Sabbath, Томмі Клафетос.
Раніше музиканти вже працювали разом. Томмі Клафетос грав на барабанах на кількох альбомах Роберта Бартлі Каммінгса та Джона Вільяма Лоурі. Тоді як Джон Вільям Лоурі співпрацював з Ніккі Сіксом над саундтреком до фільму 2019 року, «Бруд».
Гурт записав лише один сингл «I've Been Everywhere». Це хеві-метал кавер на кантрі пісню 1959 року, написану Джеффом Маком (Geoff Mack). Сингл увійшов до саундтреку фільму «Льодовий дрифт» і з’явився в супровідному альбомі саундтреків. У липні 2021 року пісня потрапила до чарту Billboard Mainstream Rock. Також було випущено анімаційне відео на пісню.
Деякі інші виконавці, які коли-небудь створювали кавер версії пісні 1959 року, «I've Been Everywhere»: Хенк Сноу, Джонні Кеш, гурт Asleep at the Wheel.
Станом на кінець 2021 року невідомо, чи буде супергурт записувати додаткову музику.

## Учасники гурту
- Роберт Бартлі Каммінгс (Robert Bartleh Cummings, відомий як Rob Zombie) — вокал
- Ніккі Сікс (Nikki Sixx) — бас
- Джон Вільям Лоурі (John William Lowery, відомий як John 5) — гітара
- Томмі Клуфетос (Tommy Clufetos) — ударні

## Сингли
| Назва                    | Рік  | Пікові позиції в чарті | Альбом                                 |
| Назва                    | Рік  | US Main.               | Альбом                                 |
| ------------------------ | ---- | ---------------------- | -------------------------------------- |
| « I've Been Everywhere » | 2021 | 11                     | Саундтрек до фільму « Льодовий дрифт » |